# Michael Alig

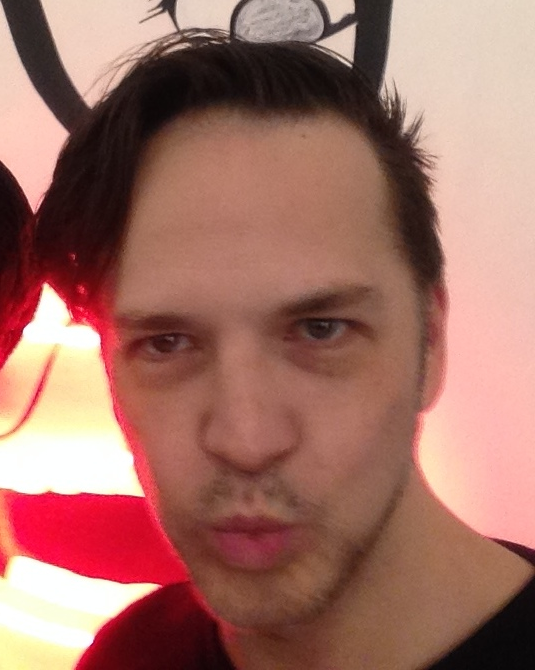

Michael Alig (ur. 29 kwietnia 1966 w South Bend, zm. 25 grudnia 2020 w Nowym Jorku) – prekursor nowego w latach 80. ruchu Club Kids. W 1996 roku został skazany za morderstwo swojego dealera narkotykowego – Angela Melendeza.

## Życie w Nowym Jorku
W świat imprez został wprowadzony przez popularnego w latach 80. Jamesa St. Jamesa. W organizowaniu imprez pomagał mu Peter Gatien, popularny na scenie klubowej biznesmen i właściciel nocnych kubów. Michael Alig był również promotorem nowego DJ-a – Keoki'ego (z którym spotykał się prywatnie). Zaprzyjaźnił się z takimi postaciami jak: Amanda Lepore, Robert "Freeze" Riggs, Jennytalia, Richie Rich. Alig był najbardziej znaną postacią klubu The Limelight wyreklamowanego przez Gatiena i zaprojektowanego przez Ari Bahat. Klub był kilkakrotnie zamykany przez policję w związku z podejrzeniem o odbywający się tam handel narkotykami, jednak został otwarty ponownie w latach 90. Michael Alig swój czas spędzany w klubach lubił urozmaicać poprzez branie tzw. "Club Drugs". Alig potrafił zażywać kilka rodzajów twardych narkotyków naraz. Gatien pomógł Aligowi wyrosnąć na najbardziej wpływowego promotora klubów w Nowym Jorku swego czasu.

## Morderstwo Angela Melendeza
Alig pod wpływem narkotyków, od których był uzależniony, wraz z Robertem "Freeze" Riggsem zabił Angela Melendeza, ponieważ nie mieli z czego spłacić zadłużenia za narkotyki. Po kilku dniach poćwiartowali rozkładające się ciało Melendeza i umieścili je w kartonowym pudle, które wyrzucili do rzeki Hudson. Alig opowiedział publicznie o zbrodni gazecie Village Voice, jednak nikt mu nie uwierzył, ponieważ był wówczas pod wpływem narkotyków. Gdy jednak ogłoszono zaginięcie Melendeza, gazeta powiadomiła policję. We wrześniu Alig został aresztowany. W listopadzie 1996 r. świadek koronny w sprawie Melendeza zeznał na niekorzyść Aliga, odnaleziono też ciało ofiary. Alig został skazany na 10–20 lat więzienia za morderstwo.
Jako pierwszy o zbrodni Alig opowiedział Michaelowi Musto, redaktorowi gazety Village Voice. Mówił: "Wiem, dlaczego się wygadałem. Musiałem zrobić coś, żeby się zatrzymać we własnym zatraceniu. To było jak stare powiedzenie: Co musisz zrobić, żeby zwrócić na siebie uwagę otoczenia: zabić kogoś?"
Michael Alig składał wniosek o wcześniejsze zwolnienie w roku 2006, jednak wniosek został rozpatrzony negatywnie. Kolejna rozprawa miała odbyć się w lipcu 2008 roku, jednak został uznany za niezdolnego do zwolnienia i data została przeniesiona na marzec 2010. 5 maja 2014 roku Michael Alig został warunkowo zwolniony z więzienia. O zdarzeniu poinformował przez serwis społecznościowy Twitter.